# Structuurvennootschap
Een structuurvennootschap is in Nederland een bijzondere vorm van een kapitaalvennootschap die aan aanvullende en andere wetten en regels moet voldoen in vergelijking met een 'normale' vennootschap.

## Ratio en geschiedenis van de structuurvennootschap
In de jaren zeventig was behoefte aan een nieuwe rechtspersoon. De wetgever bespeurde een afnemende betrokkenheid onder (groot)aandeelhouders. Zelfs pensioenfondsen waren gemiddeld slechts twee jaar aandeelhouder van een bedrijf alvorens de aandelen weer te verkopen. Deze afname in betrokkenheid leidde tot een gebrekkige controle van het bestuur door de algemene vergadering van aandeelhouders, waardoor onvoldoende toezicht werd gehouden op slecht presterende besturen en bestuurders. Om dit gat te ondervangen werd vanuit de Nijmeegse universiteit, onder andere door prof. mr. J.M.M. Maeijer, het initiatief ontplooid om tot een nieuwe rechtspersoon te komen, de 'structuurvennootschap'. Na een niet unaniem positief advies van de Sociaal-Economische Raad werd deze rechtspersoon omstreeks 1970 ingevoerd.
Rond de jaren 2000 brachten de nieuwe mogelijkheid van het certificering van aandelen en het vervolgens onderbrengen van de aandelen in fondsen nieuwe bezwaren tegen de structuurvennootschap aan het licht. Ironisch genoeg vanuit Nijmegen werd betoogd dat de structuurvennootschap geen bestaansrecht meer had nu betrokkenheid van aandeelhouders gerealiseerd werd en er dus geen noodzaak meer bestond om de controlerende macht te concentreren in de handen van de RvC. Mede naar aanleiding van deze kritiek hebben de wetten en regels rond de structuurvennootschap rond 2001 een kleine aanpassing ondergaan zodat de AVA meer macht terug heeft gekregen bij onder andere de benoeming van commissarissen.

## Gebruikte terminologie
- AVA, algemene vergadering van aandeelhouders.
- BW, Burgerlijk Wetboek.
- RvC, Raad van commissarissen.

## Criteria voor een structuurvennootschap
Uit artikel 2:153 lid 2 BW voor de NV, artikel 2:263 lid 2 BW voor de BV, volgt dat een vennootschap als structuurvennootschap dient te worden aangemerkt, indien:
1. Uit de balans met toelichting blijkt dat het geplaatste kapitaal samen met de reserves ten minste een bij koninklijk besluit vastgesteld grensbedrag bedraagt (huidig: € 16.000.000);
2. de vennootschap of een afhankelijke maatschappij heeft krachtens wettelijke verplichting (WOR) een ondernemingsraad (OR) ingesteld;
3. bij de vennootschap en haar afhankelijke maatschappijen samen, zijn in de regel ten minste 100 werknemers in Nederland werkzaam.

Als aan de bovenstaande voorwaarden wordt voldaan moet een vennootschap als een structuurvennootschap worden aangemerkt en zijn derhalve de wetten en regels aangaande een structuurvennootschap op de vennootschap van toepassing. Er zijn enkele uitzonderingen op deze verplichting. Dat is bijvoorbeeld het geval wanneer één natuurlijk persoon (dus geen rechtspersoon/bedrijf) het gehele kapitaal voor de vennootschap verschaft. 
Een vennootschap die niet aan de voorwaarden voldoet kan zich echter ook vrijwillig als een structuurvennootschap aanmerken. Beursgenoteerde vennootschappen zijn door hun omvang vrijwel altijd structuurvennootschappen en daarom onderhevig aan de regelgeving van de Wet Wijziging Structuurregeling.

## Wettelijke regels voor structuurvennootschappen
In grote lijnen kan gezegd worden dat een structuurvennootschap tot gevolg heeft dat de RvC meer macht verkrijgt ten opzichte van de AVA. Dat is echter wel erg kort door de bocht. De RvC controleert het bestuur ten behoeve van:
- de werknemers van de onderneming die door de structuurvennootschap gedreven wordt;
- de aandeelhouders;
- (het voortbestaan van) de vennootschap.

De RvC zelf staat weer onder controle van de AVA.
De gevolgen van dit beginsel zijn terug te lezen in de wettelijke bepalingen:
1. De RvC krijgt het recht van goedkeuring op bepaalde bestuursbesluiten als die besluiten de identiteit of het karakter van de onderneming ingrijpend veranderen (2:164 BW);
2. De RvC krijgt het recht bestuurders en het bestuur te ontslaan, schorsen en benoemen (2:162 BW);
3. De RvC moet uit minimaal drie commissarissen bestaan (2:158 lid 2 BW).

## Benoeming RvC
Omdat de RvC ingrijpende bevoegdheden heeft, wordt de benoeming van de RvC zorgvuldig geregeld in de wet. In beginsel benoemt de AVA commissarissen enkel op voordracht van de RvC (2:158 lid 4 BW). Hier zijn echter drie wettelijke uitzonderingen op gemaakt.
1. De ondernemingsraad mag een derde van de commissarissen voordragen aan de RvC om voorgedragen te worden aan de AVA (2:158 lid 6). Dit artikel tracht te regelen dat ook de 'arbeid' die met de vennootschap gemoeid is, vertegenwoordigd wordt in de RvC. Belangrijk is wel om op te merken dat de AVA uiteindelijk over de benoeming besluit. Indien de RvC de voorgestelde voordracht niet overneemt staat hiertegen beroep open bij de Ondernemingskamer van de rechtbank.
2. De AVA kan met een meerderheid van stemmen, indien minimaal een derde van het aandelenkapitaal is vertegenwoordigd, tegen een voordracht stemmen, wat tot gevolg heeft dat de voorgestelde commissaris niet wordt benoemd (2:158 lid 9).
3. De AVA kan met een motie van wantrouwen, waarbij minimaal een derde van het aandelenkapitaal is vertegenwoordigd, de volledige RvC wegsturen. Nieuwe commissarissen moeten dan door de Ondernemingskamer van het Gerechtshof te Amsterdam worden aangesteld.

Belangrijk om op te merken is dat de AVA dus niet vrij is om zelf commissarissen te benoemen, maar enkel met voordrachten (eventueel geïnitieerd door de ondernemingsraad) kan instemmen.

## Afwijking van de benoemingsprocedure
Er bestaat de mogelijkheid dat de ondernemingsraad en de RvC en de AVA gezamenlijk besluiten om een andere procedure voor het benoemen van commissarissen te volgen dan bovenstaande (2:158 lid 12 BW). Dit kan echter enkel wanneer alle drie de partijen instemmen en door de nieuwe procedure in de statuten te vervatten.